# Mellizos divinos

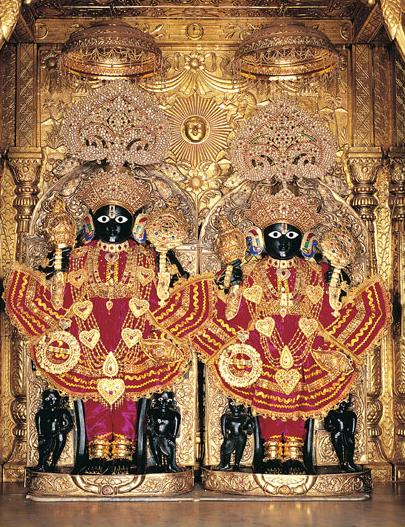
Los dioses gemelos hindúes: Nara-Narayana.

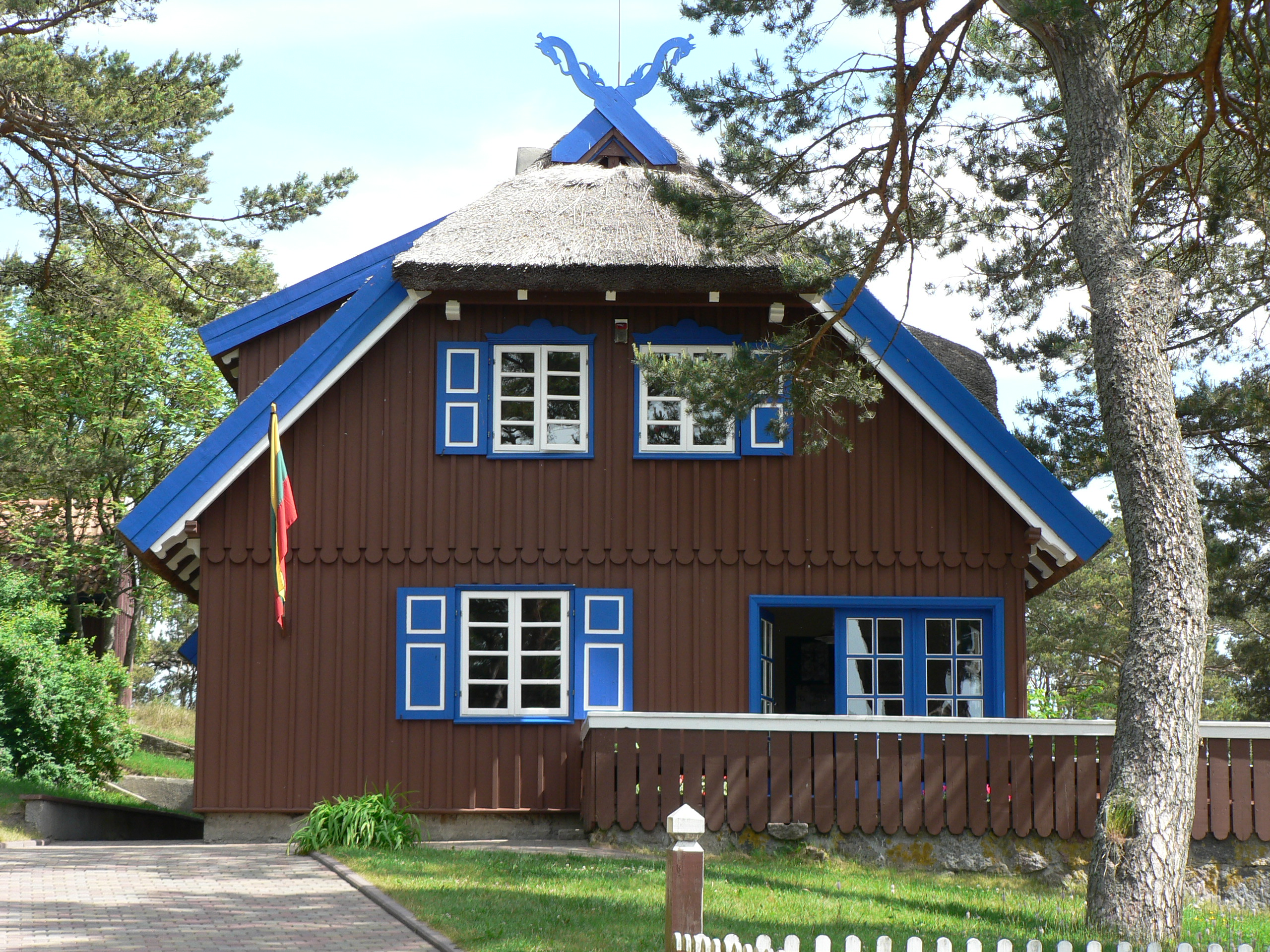
Ašvieniai, llamados normalmente como pequeños caballos, en el techo de una casa en Nida (Lituania)

Los gemelos divinos son un mitema de la religión protoindoeuropea.

## Ejemplos
- Cultura griega: Los Dioscuros, Cástor y Pólux, hijos de Zeus y Leda.[2]
- Cultura Veda/Hindú: Los Ashvins (Aśvinas, "jinetes"), hijos de Saranyu, diosa de las nubes y esposa de Surya, el Sol.
- Cultura Hindú: Nara-Narayana, el hermano gemelo y avatar del dios Vishnu en la tierra.
- Cultura Lituana: Ašvieniai ("jinetes"), tirando del carruaje de Saulė (el sol) a través del cielo.[3]
- Cultura Letona Dieva dēli, hijos del dios: Auseklis (Venus) o Pērkons (Trueno).[4]
- Cultura Siciliana: Los Palicos; una leyenda dice que los Palici son los hijos de Zeus, o posiblemente de Hefesto, con Etna o Talía, pero otra afirma que los Palaci eran hijos de la deidad siciliana Adrano.
- Cultura Germánica: las deidades Alcis, un par de hermanos jóvenes adorados por los silingos.
- Cultura Italiana: Rómulo y Remo, cuya historia narra los eventos que condujeron a la fundación de la ciudad de Roma y del reino romano por Rómulo.
- Cultura Anglosajona: Hengest y Horsa ("semental" y "caballo"), se dice que lideraron a los Anglos, a los Sajones y a los Jutos en su invasión de la Britania romana en el siglo V. La tradición lista a Hengist como el primero de los reyes Jutos de Kent.
- Cultura Eslava: Lada y Lado, personificación, masculina y femenina respectivamente, de la belleza y la fertilidad (algunas veces listados como mellizos y otras veces como madre e hijo).
- Cultura Yoruba: los orishas Ibeyí, y los gemelos divinos Marassa en el Vudú haitiano derivado.
- Cultura Maya: Los héroes gemelos mayas.

O'Brien (1982) lista a las diosas de los caballos celtas con hijos gemelos, como la diosa Epona, la irlandesa Macha (cuyos gemelos se evidencian en su par de caballos Liath Macha y Dub Sainglend), la galesa Rhiannon, así como la nórdica Freyja en la historia de la construcción de las murallas de Asgard, donde se aprecia un vestigio de la figura ecuestre en el nacimiento de los gemelos de Loki en forma de un yegua (en lugar de Freyja) dando a luz a Sleipnir un caballo de ocho patas. El mito que rodea a Hengest y Horsa puede servir de fuente común pues se dice que son descendientes de Odín y el nombre de Hengest significa "semental" (en alemán: Hengst).
Shapiro (1982) señala a los dioses Volos y Veles de origen eslavo y los propone también por las siguientes características comparativas:
- hijos del dios del cielo
- hermanos de Hausos diosa del amanecer
- la asociación a caballos
- paternidad dual
- salvadores en alta mar
- naturaleza astral
- sanadores mágicos
- guerreros y ayudantes divinos en batalla
- divinidades de la fertilidad
- asociados con cisnes
- divinidades del baile
- amistosos con la humanidad
- protectores de un juramento
- ayudantes al momento del nacimiento
- fundadores de ciudades

## Temas similares
Un elemento recurrente respecto de los gemelos divinos es que, aunque parecen idénticos, a veces son mellizos y uno es de padre divino y el otro es del progenitor humano. Esto es común a otros personajes del mitema como:
- Krishna y Arjuna, como Nara-Narayana en el Hinduismo - una encarnación dual del dios Vishnu, aunque ellos son primos y no gemelos, muchos de los demás elementos están presentes.
- Aquiles y Patroclo en la mitología griega - no son gemelos sino amigos.
- El primer hombre y el hijo del hombre, en el Naassene del Gnosticismo.
- El jinete tracio.
- Purusha, el hombre cósmico también en el Hinduismo - muy similar al primer hombre gnóstico, es un gigante primordial que es sacrificado por los dioses y de cuyo cuerpo es formado el mundo. Se dice que tiene mil cabezas y que mide mil pies. Emana de Viraj, el principio femenino creador, de la cual renace luego de que el mundo es construido de sus partes. Purusha fue desmembrado por los devas -su mente es la luna, sus ojos son el sol, su aliento es el viento. Esto lo vincula con el mito del desmembramiento presente también en otras mitologías, así como con la diosa egipcia Isis cuando vuelve a unir el cuerpo despedazado de su hermano y esposo Osiris para obtener su descendencia, Horus, quien también puede actuar como una especie de gemelo de Osiris, encarnación del soberano muerto, siendo él la encarnación del soberano vivo y reinante.